# Jacqueline Mars
Jacqueline Mars (Estados Unidos, 10 de outubro de 1939) é uma herdeira e investidora norte-americana. 
Até julho de 2020, Mars é considerada a 29ª pessoa mais rica do mundo, com uma fortuna de US$ 30 bilhões.
Em 2022, figurou em 19º lugar na 41ª lista anual da Forbes dos 400 americanos mais ricos, com uma fortuna estimada de US$ 37 bilhões.

## Histórico
Jacqueline é formada em antropologia pela Bryn Mawr College e começou sua carreira na Mars, a maior produtora de doces do mundo, fundada por seu avô, Frank Mars em 1911. Entre os produtos da Mars estão Skittles, Snickers, Twix, M&Ms e as marcas de alimentos para animais de estimação Pedigree e Whiskas. Ela atuou no conglomerado entre os anos de 1982 e 2001.
Em 2013, a vida de Jacqueline ficou marcada por conta de um acidente de carro. O veículo ficou sem controle e atravessou uma rodovia, atingindo uma mini van que transportava seis pessoas. O acidente levou a óbito duas pessoas. Ela se declarou culpada das acusações por dirigir imprudentemente, ela havia dormido no volante.
A Mars é uma das principais empresas de capital privado dos Estados Unidos, com uma força de trabalho global que ultrapassa 70 mil colaboradores. Ela é consistentemente classificada em listas nacionais como um dos principais empregadores, reconhecida por proporcionar um excelente ambiente de trabalho.